# 6143 Pythagoras
6143 Pythagoras este o planetă minoră (asteroid), cu un diametru de 7,988 km, din centura de asteroizi. A fost descoperită pe 14 mai 1993 la Observatorul La Silla de Eric Walter Elst și a fost numită după Pitagora. 
Obiectul prezintă o orbită caracterizată de o semiaxă mare de 2,8569988 UAi, o excentricitate de 0,07, o înclinație de 1,56136 ° în raport cu ecliptica.